# 4272 Entsuji
4272 Entsuji је астероид главног астероидног појаса са средњом удаљеношћу од Сунца која износи 2,368 астрономских јединица (АЈ).
Апсолутна магнитуда астероида је 13,5.